# Lai Shin-yuan

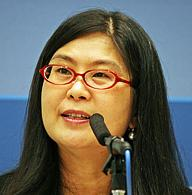
Lai Shin-yuan

Lai Shin-yuan (chinesisch 賴幸媛 / 赖幸媛, Pinyin Lài Xìngyuán; * 9. November 1956 in Taichung) ist eine taiwanische Politikerin. Sie war vom 20. Mai 2008 bis zum 28. September 2012 Ministerin im Rat für Festlandangelegenheiten.
Lai Shin-yuan besuchte die London School of Economics and Political Science und hat einen Abschluss der University of Sussex in Entwicklungsforschung. Sie lehrte von 1997 bis 1998 an der Shih-Hsin-Universität und von 1997 bis 2008 an der Tamkang-Universität als außerordentliche Professorin. Von 2000 bis 2004 war sie Mitglied des Nationalen Sicherheitsrates und von 2005 bis 2008 Mitglied des Legislativ-Yuan als Abgeordnete der Taiwanischen Solidaritätsunion (TSU).